# E2 (cifrario)
In crittografia, E2 è un cifrario a blocchi simmetrico creato nel 1998 da NTT e presentato al concorso AES.
Come gli altri candidati AES, E2 opera su blocchi di 128 bit, utilizzando una chiave di 128, 192 o 256 bit. Utilizza una rete Feistel a 12 giri. E2 ha una trasformazione in ingresso e una trasformazione in uscita che utilizzano entrambe la moltiplicazione modulare, ma la funzione di round in sé consiste solo in XOR e lookup di S-box. La singola S-box a 8×8 bit è costruita dalla composizione di una trasformazione affine con l'esponenziazione discreta x127 sul campo finito GF(28). NTT ha adottato molte delle caratteristiche speciali di E2 in Camellia, che ha sostanzialmente sostituito E2.